# Jiří Ployhar
Jiří Ployhar (* 18. dubna 1976 Praha) je český herec.

## Divadlo
Po studiu konzervatoře pokračoval na DAMU, kde absolvoval na Katedře činoherního divadla. Účinkoval převážně v Městských divadlech pražských, a to například ve hrách Charleyova teta, Poprask na laguně, Veselé paničky windsorské, Jak je důležité míti Filipa, Tři muži ve člunu a pes, Únos Sabinek. Účinkoval také v Divadle Na Fidlovačce, Divadle U Hasičů a Divadle A. Dvořáka Příbram.
Hraje nejčastěji v divadle Studio DVA, kde jeho první rolí byl doktor Halíř ve hře Smolíkovi a jejich podivuhodné dobrodružství, následovala postava pana Toniho v Poprasku na laguně, kata v Šíleně smutné princezně, Augustina Ferraillona v Broukovi v hlavě a nejnověji role Dereka v Odpočívej ve svém pokoji.

## Film
Poprvé se na plátně objevil v osmi letech ve filmu Kukačka v temném lese. Zahrál si v televizních seriálech Redakce, Horákovi, Proč bychom se netopili, Vyprávěj, Ordinace v růžové zahradě, Vyšehrad a mnoha dalších. Objevil se více než 30 filmech, např. Indiánském létě, Rafťácích, Škole princů, Micimutr, Škole ve mlejně, Lidicích, O pokladech, v Příběhu kmotra anebo ve filmu Silný kafe.

## Vybraná filmografie

### Herecká filmografie
- 1984 – Kukačka v temném lese
- 1989 – Blázni a děvčátka
- 1987 – seriál Gagman
- 1994 – Sen
- 1995 – Mutters Courage [
- 1995 – seriál Život na zámku
- 1995 – Indiánské léto
- 1998 – Bakaláři – Krupice
- 1998 – Tři králové
- 1998 – seriál Zdivočelá země
- 1999 – Jeníček a Mařenka
- 1999 – Maigret
- 2000 – Střecha
- 2001 – Náraz
- 2002 – Kožené slunce
- 2003 – O svatební krajce
- 2004 – seriál Redakce
- 2004 – Mír jejich duším
- 2004 – Silný kafe
- 2005 – seriál Ordinace v růžové zahradě 2
- 2005 – Zlá minuta
- 2007 – Trapasy
- 2006 – seriál Horákovi
- 2006 – seriál Letiště
- 2006 – Rafťáci
- 2007 – Skeletoni
- 2007 – seriál Četnické humoresky
- 2007 – Škola ve mlejně
- 2009 – Klub osamělých srdcí
- 2008 – seriál Soukromé pasti
- 2008 – Nebe a Vincek
- 2009 – seriál Proč bychom se netopili
- 2009 – seriál Vyprávěj
- 2010 – Škola princů
- 2011 – seriál 4teens
- 2011 – Lidice
- 2011 – Micimutr
- 2011 – Okno do hřbitova
- 2011 – seriál Policie Modrava
- 2011 – Tajemství staré bambitky
- 2012 – seriál Ententýky
- 2012 – seriál Policajti z centra
- 2012 – O pokladech
- 2012 – Koule – Sám sebe
- 2013 – seriál Cyril a Metoděj – Apoštolové Slovanů
- 2013 – Cyril a Metoděj – Apoštolové Slovanů
- 2013 – Škoda lásky
- 2013 – Příběh Kmotra
- 2013 – seriál Sanitka 2
- 2013 – seriál PanMáma
- 2014 – seriál Život a doba soudce A. K.
- 2014 – seriál Případy 1. oddělení
- 2014 – seriál České století
- 2014 – Na druhý pohled
- 2014 – seriál Vinaři
- 2015 – Fotograf
- 2016 – seriál Svět pod hlavou
- 2016 – seriál Vyšehrad
- 2016 – Lída Baarová
- 2016 – Zločin v Polné
- 2017 – Monstrum

- 2017 – seriál Ohnivý kuře
- 2017 – seriál Bohéma
- 2017 – seriál Četníci z Luhačovic
- 2018 – seriál Rodinné vztahy

- 2018 – seriál Inspektor Max

- 2018 – seriál Štafl

- 2018 – seriál Vzteklina

- 2018 – Zlatý podraz
- 2019 – seriál Kameňák

- 2019 – seriál Sever

- 2019 – Štěstí je krásná věc

- 2019 – seriál Rapl
- 2020 – seriál Hlava Medúzy

- 2020 – Ženská pomsta
- 2021 – Identita ES

- 2021 – Vánoční příběh
- 2021 – Vyšehrad
- 2023 – Muž, který stál v cestě

### Dabing
- 1992 – Porco Rosso
- 1997 – Heroin
- 1997 – Ledový statek
- 1998 – Život brouka
- 2001 – Plán B – Frank Varecchio
- 2002 – Střelec / The Shooter
- 2003 – Moderní romance / Modern Romance
- 2003 – Případy inspektora Lynleyho – Theo Shaw
- 2003 – Šťastné časy / El tiempo de la felicidad
- 2004 – Garfield ve filmu
- 2005 – Jak jsem poznal vaši matku
- 2005 – Nerovná partie / Suicide Kings
- 2005 – Ztracený poklad / Lost Treasure
- 2006 – Bambi 2
- 2007 – Divoké vlny
- 2007 – Internát – Roque Sánchez
- 2007 – Shrek Třetí
- 2007 – Tudorovci
- 2008 – Vůně dámy v černém / Le Parfum de la dame en noir
- 2008–2009 Hvězdná brána: Atlantida – Paul McGillion (Doktor Carson Beckett)
- 2008 – Letopisy Narnie: Princ Kaspian
- 2008 – Lovecká sezóna 2
- 2009 – Bacha na balóny / The Comebacks
- 2009 – G.I.Joe – Duke
- 2009 – Král hadů / The Snake King
- 2009 – Hannah Montana
- 2009 – Návrat na Brideshead
- 2009 – Poslední dny planety Země / Final Days of Planet Earth
- 2009 – Princezna a žabák
- 2009 – Válka nevěst
- 2009 – V
- 2009 – Vzhůru do oblak
- 2009 – Zuby nehty / Tooth & Nail
- 2009 – Život je krásný / A Beautiful Life

- 2010 – Alenka v říši divů
- 2010 – Hurá do Afriky! – Toby
- 2010 – Když si Chuck bral Larryho
- 2010 – Shrek: Zvonec a konec
- 2011 – Sechs auf einen Streich
- 2011 – Následuj svůj sen
- 2011 – Američtí psanci / Psanci Ameriky / American Outlaws]
- 2012 – Asterix a Obelix ve službách Jejího Veličenstva
- 2012 – Largo Winch 2 / Largo Winch II
- 2012 – Pár správných chlapů
- 2012 – Zlatokopové z Arkansasu
- 2013 – Cokoliv, jen ne Vánoce
- 2013 – Hra na hraně
- 2013 – Hurá na fotbal
- 2013 – Jak ulovit Dr. Lewise
- 2013 – Nemocnice Parkland
- 2013 – Odplata
- 2013 – Piráti ze Silicon Valley
- 2013 – Sputnik
- 2013 – Univerzita pro příšerky – Slimák
- 2013 – Útěk z planety Země
- 2013 – Veterán / Bad Ass
- 2013 – Zabíjení je má práce, lásko / Mord ist mein Geschäft...
- 2014 – 22 Jump Street
- 2014 – Asterix: Sídliště bohů – Medius
- 2014 – Equalizer – Jay
- 2014 – EXODUS: Bohové a králové – Khyan
- 2014 – Letadla 2: Hasiči a záchranáři
- 2014 – Operation Rogue – Riviera
- 2014 – Pan Holmes
- 2014 – Predestination – Robertson
- 2014 – Pro dobrotu na žebrotu
- 2014 – Scooby Doo! Frankenhrůza – Daphnatic
- 2014 – Škatuláci – pan Brynda
- 2014 – Tučňáci z Madagaskaru – Tajný agent
- 2014 – Velká šestka
- 2014 – Zvonilka a tvor Netvor – Čtenář
- 2015 – Alvin a Chipmunkové: Čiperná jízda
- 2015 – Ant–Man
- 2015 – Divoká dvojka
- 2015 – Dokonalý muž
- 2015 – Fantastická čtyřka
- 2015 – Hotel Transylvánie 2
- 2015 – Humr
- 2015 – Marťan – Rick
- 2015 – Mune – Strážce měsíce
- 2015 – Popelka
- 2015 – Revenant Zmrtvýchvstání – Boone
- 2015 – Star Wars: Síla se probouzí
- 2015 – V hlavě strážník Dave
- 2015 – Věčně mladá
- 2015 – Vykolejená – Steven
- 2015 – Země zítřka
- 2016 – Bohové Egypta
- 2016 – Buchty a klobásy
- 2016 – Den nezávislosti: Nový útok
- 2016 – Fantastická zvířata a kde je najít
- 2016 – Hledá se Dory – Závozník
- 2016 – Morgan
- 2016 – Můj kamarád drak – Gavin
- 2016 – Pátá vlna
- 2016 – Pýcha, předsudek a zombie – Collins
- 2016 – Série Divergence: Aliance – Romit
- 2016 – Ve jménu Krista
- 2016 – Warcraft: První střet
- 2016 – X–Men: Apokalypsa – En Sabah Nur / Apocalypso
- 2016 – Želvy Ninja 2
- 2017 – Blade Runner 2 – Nandez
- 2017 – Cesta za králem trollů – kurýr
- 2017 – Coco
- 2017 – Dámská jízda – Morgan
- 2017 – Dunkerk
- 2017 – Ferdinand
- 2017 – LEGO® Batman film
- 2017 – Letíme
- 2017 – Lék na život / A Cure for Wellness
- 2017 – Loganovi parťáci
- 2017 – Lupiči / Braqueurs
- 2017 – Maxinožka
- 2017 – Mimi šéf
- 2017 – Největší showman
- 2017 – Rande naslepo
- 2017 – Rico a Oskar, malí detektivové
- 2017 – Rommel
- 2017 – Sněhulák / The Snowman
- 2017 – Svatba na divoko / The Wilde Wedding
- 2017 – Tad Stones a tajemství krále Midase
- 2017 – Trenker a Riefenstahlová – Joseph Goebbels
- 2017 – Z Paříže do Paříže – Raymond
- 2018 – Balón – Kuhn
- 2018 – Cesta bez návratu / Aftermath
- 2018 – Grinch – Bartoloměj
- 2018 – Jurský svět: Zánik říše
- 2018 – Inga Lindström: Kuchařka lásky
- 2018 – Holka s prknem
- 2018 – Králíček Petr
- 2018 – Labutí princezna: Královská záhada
- 2018 – Megan Leavey
- 2018 – MEG: Monstrum z hlubin
- 2018 – Neuvěřitelný příběh O obrovské hrušce
- 2018 – Operace Entebbe
- 2018 – Paterno
- 2018 – Příběhy o lásce: Cesta za štěstím
- 2018 – Příběhy o lásce: Dotek lásky
- 2018 – Psí ostrov – Bob Balaban
- 2018 – Rico a Oskar, ukradený kámen
- 2018 – Rico a Oskar, zlomené srdce
- 2018 – Rozmarné jaro: Až na konec světa
- 2018 – Vlk Samotář / Osamělý vlk McQuade / Lone Wolf McQuade
- 2018 – Princ Krasoň
- 2018 – První člověk
- 2018 – Sherlock Koumes – Paris
- 2018 – Taxi 5
- 2018 – Ten nejlepší
- 2018 – Tomb Raider – Rog
- 2018 – V pasti času
- 2018 – Vdovy
- 2018 – Venom
- 2018 – Ant–Man a Wasp – Goobler
- 2018 – Apoštol Pavel – Ježíš
- 2018 – Asterix a tajemství kouzelného lektvaru – Abraracourxis
- 2019 – 54 hodin / Gladbeck
- 2019 – 7 dní v Havaně / 7 días en La Habana
- 2019 – Cesta za živou vodou
- 2019 –Conni a její kamarádi – Tyranosaurovo tajemství
- 2019 – Dokud nás svatba nerozdělí / Hasta que la boda nos separe
- 2019 – Johnny Worricker: Bitevní pole / Salting the Battlefield
- 2019 – Johnny Worricker: Turks a Caicos / Turks & Caicos
- 2019 – Jumanji: Další level
- 2019 – Kryštůfek Robin / Christopher Robin
- 2019 – Labutí princezna: Království hudby
- 2019 – Lope – Nezkrotný básník
- 2019 – Muž, který zabil Dona Quijota
- 2019 – Otázky a odpovědi
- 2019 – Přes hranici / Miss Bala
- 2019 – Vše je pravdivé

- 2019 – Super mazlíčci – hlasatel
- 2019 – Velké dobrodružství Čtyřlístku – Myšpulín
- 2020 – A Hidden Life
- 2020 – Asijská spojka
- 2020 – Brancaleone na křížové výpravě
- 2020 – Doupě vlků
- 2020 – Experiment Belko
- 2020 – Hra s ďáblem
- 2020 – Jak sbalit milionáře
- 2020 – Lepší zítřek – Krvavé bratrství
- 2020 – Linka č. 657
- 2020 – Nájemní vrazi
- 2020 – Operace Gold
- 2020 – Óda na radost
- 2020 – Pomsta: Milostný příběh
- 2020 – Pro lásku cokoliv
- 2020 – Stupně smrti
- 2020 – Svatba na horním konci
- 2020 – Trollové: Světové turné
- 2020 – Výjimeční
- 2020 – Willoughbyovi
- 2020 – Zbouchnutá po záruce
- 2020 – Zlo s lidskou tváří
- 2020 – Zmizení v Clifton Hill
- 2021 – Beckman – Nucené násilí
- 2021 – Hrdinští lúzři
- 2021 – Všem klukům: Navždy s láskou

### Dabing – seriály
- 2018 – Carter
- 2018 – C.B. Strike / Strike
- 2018 – Dva světy / Counterpart
- 2018 – Hlasiťákovi
- 2018 – Kevin si počká / Kevin Cant Wait
- 2018 – Sněží! / Snowfall
- 2018 – Tady a teď / Here and Now
- 2018 – The Terror
- 2018 – Trust
- 2018 – Westworld
- 2018 – Z onoho světa / Beyond